# Czad
Czad (fr. Tchad, arab. ‏تشاد‎), oficjalnie Republika Czadu (fr. République du Tchad, arab. ‏جمهوريّة تشاد‎, trb. Jumhuriyat Tashad) – państwo śródlądowe w środkowej Afryce. Graniczy od północy z Libią, od wschodu z Sudanem, od południa z Republiką Środkowoafrykańską, od południowego zachodu z Kamerunem i Nigerią, a od zachodu z Nigrem.
Na terytorium Czadu wyróżnić można trzy główne regiony geograficzne: na północy rozciąga się obszar pustynny, przechodzący w środkowej części kraju w suchą strefę Sahelu, południe kraju zajmuje natomiast żyzny obszar sawannowy.
Jezioro Czad, od którego państwo wzięło swą nazwę, jest największym zbiornikiem wodnym w kraju. Najwyższym punktem jest szczyt Emi Kussi w paśmie gór Tibesti, a Ndżamena (dawniej Fort-Lamy) jest stolicą i największym ośrodkiem miejskim kraju. W Czadzie mieszka ponad 200 rozmaitych wspólnot etnicznych i językowych. Językami urzędowymi są język arabski i język francuski. Większość mieszkańców wyznaje islam i chrześcijaństwo, na południu praktykowane są również religie animistyczne.
Do 1960 roku Czad pozostawał w zależności politycznej od Francji. Niepodległość uzyskał w tzw. roku Afryki. Głową państwa był wówczas François Tombalbaye, prezydent w latach 1962–1973. Nietolerancyjna i krótkowzroczna polityka Tombalbayego względem zamieszkujących północną część kraju muzułmanów doprowadziła w 1965 roku do wybuchu długotrwałej wojny domowej. W 1979 roku rebelianci zdobyli stolicę, kładąc kres hegemonii południa w życiu politycznym kraju. Rozpoczęły się jednak walki między dowódcami zwycięskich ugrupowań rebelianckich, które doprowadziły w końcu do zwycięstwa Hissène Habré. Rządził on do 1990 roku, kiedy został obalony w wyniku zamachu stanu kierowanego przez Idrissa Déby’ego. Déby pozostawał u władzy przez kolejne 30 lat, stając się jednym z najdłużej rządzących przywódców państwowych w Afryce i na świecie. Po jego śmierci 20 kwietnia 2021, władzę w kraju na okres 18 miesięcy przejęła junta wojskowa pod przewodnictwem Mahamata Déby’ego Itno – syna zmarłego prezydenta.
Sytuacja polityczna pozostaje niestabilna, kraj jest nieustannie areną zamieszek oraz powtarzających się prób zamachu stanu (zob. bitwa pod Ndżameną (2006), bitwa pod Ndżameną (2008)). Dodatkowym czynnikiem destabilizującym jest konflikt w Darfurze, który rozprzestrzenił się także na wschodnie obszary Czadu, wprowadzając chaos na tych terenach oraz doprowadzając do osiedlenia się tysięcy uchodźców w obozach wzdłuż granicy czadyjsko-sudańskiej.
Czad jest jednym z najbiedniejszych i najbardziej skorumpowanych państw na świecie. Większość Czadyjczyków żyje w ubóstwie, utrzymując się z pasterstwa i rolnictwa. W XXI wieku głównym źródłem dochodów do budżetu państwa stał się eksport ropy naftowej, zaś dotychczas dominujący przemysł bawełniany spadł pod tym względem na drugie miejsce.

## Geografia
Czad położony jest w centralnej części kontynentu afrykańskiego, bez dostępu do morza. Zajmuje powierzchnię 1284 tys. km², a zamieszkuje go ponad 12 mln mieszkańców.
Większą część kraju zajmują nizinne tereny Kotliny Czadu, z najniżej położonym obniżeniem w Djourab (175 m n.p.m.). Kotlinę otaczają od wschodu płaskowyż Ennedi i góry Wadaj oraz wulkaniczny masyw Tibesti z najwyższym szczytem kraju Emi Kussi (3415 m n.p.m.).
Głównym zbiornikiem wodnym jest jezioro Czad, położone na granicy z Nigrem, Nigerią i Kamerunem. Zasilane jest głównie przez rzekę Szari (95%) z jej dopływem Logone. Jego powierzchnia jednak nieustannie się zmniejsza na skutek zmian klimatycznych i w wyniku działalności człowieka. Sahara zajmuje większą część północy kraju. Na południu występują nieco większe opady, zasilające w porze deszczowej sawannę.
Duża rozciągłość południkowa sprawia, że w Czadzie występują różne typy klimatów. Na północy kraju występuje panuje klimat zwrotnikowy kontynentalny, wybitnie suchy. Deszcze mają charakter epizodyczny, średnia suma opadów to 20–30 mm. W okresie zimowym średnie temperatury wynoszą około 20 °C, latem przekraczają 34 °C. Masyw Tibesti (północno-zachodnia część kraju) ma klimat górski z większymi opadami i niższą średnią temperaturą. W pozostałej części kraju występuje klimat równikowy o cechach monsunowych. Mniej więcej na szerokości stolicy kraju 13°N pojawia się wyraźna pora deszczowa, która wydłuża się w kierunku południowym. Na południu kraju panuje klimat podrównikowy suchy, stopniowo przechodzący ku wilgotnemu. Średnia roczna suma opadów to 1000–1300 mm (pora deszczowa od maja do października), a w porze deszczowej występują częste burze. Temperatury nie wykazują dużych amplitud. Temperatura powietrza wynosi od 25 °C zimą do 30–32 °C w najgorętszych miesiącach (marzec-kwiecień).

## Historia

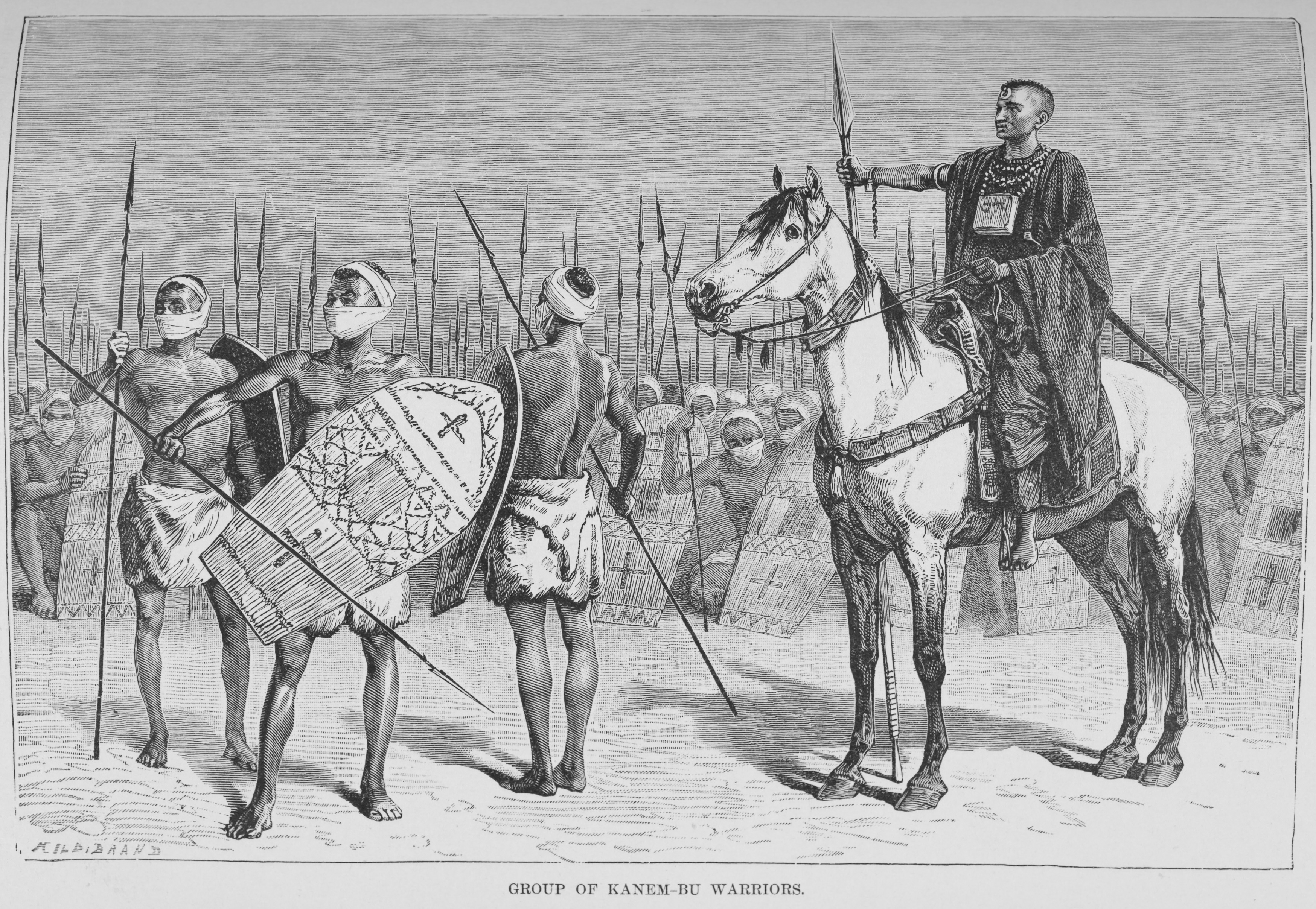
Brytyjski rysunek, przedstawiający wojowników z królestwa Kanem-Bornu

Od schyłku I tysiąclecia naszej ery na południu Czadu istniała kultura Sao. Najdawniejsza ludność czarna mieszała się z napływowymi falami osadników (od VIII wieku trwał napływ ludów arabsko-berberyjskich).
W IX wieku na północny wschód od jeziora Czad powstało państwo Kanem. Państwo znalazło się w zasięgu islamu, który na przestrzeni lat stał się religią państwową. W XIV wieku na wschodzie kraju utworzono królestwo Wadaj, które w XVIII wieku uzyskało status lokalnego mocarstwa. W centralnej części kraju istniało z kolei muzułmańskie państwo Bagirmi. Poza władzą wspomnianych ośrodków państwowych pozostawała północna część Czadu, która wskutek pustynnienia nie była atrakcyjna dla osadnictwa.
W XIX wieku państwa czadyjskie weszły w okres długoletnich walk wewnętrznych. Ich słabość wykorzystał wódz Rabih az-Zubajr, który podporządkował sobie niemal cały południowy Czad, opierając swoją pozycję na handlu niewolnikami.
Pierwsi Europejczycy dotarli na te obszary dopiero w XIX wieku. W 1900 roku Czad został kolonią Francji. W 1910 roku włączony w skład Francuskiej Afryki Równikowej. W trakcie II wojny światowej znalazł się pod rządami Wolnych Francuzów. W 1958 roku przekształcony w republikę autonomiczną w ramach Wspólnoty Francuskiej. Od 1960 roku niepodległa republika.
Dyktatorskie rządy objął prezydent François Tombalbaye. Od 1963 roku trwały antyrządowe wystąpienia, które w 1965 roku przerodziły się w wojnę domową. W konflikcie starła się ze sobą muzułmańska Północ i chrześcijańsko-animistyczne Południe. Od 1966 roku działaniami Północy kierował Front Wyzwolenia Narodowego Czadu (Frolinat). W tłumieniu ruchów partyzanckich rząd zyskał pomoc dawnej metropolii. Od początku lat 70. XX wieku doszło do nasilenia konfliktu (rebelianci korzystali ze wsparcia Libii). W 1973 roku tzw. Strefa Aouzou za przyzwoleniem rządu czadyjskiego została zajęta przez wojska libijskie. W zamian Libia wstrzymała pomoc dla muzułmańskich rebeliantów i udzieliła Czadowi wsparcia gospodarczego. W 1975 roku Tombalbaye został obalony i zabity w następstwie wojskowego zamachu stanu. Władzę jako szef państwa i rządu objął generał Félix Malloum.
W 1978 roku po wielu rundach negocjacji powołano „rząd jedności narodowej”. Na jego czele stanął Hissène Habré. Rząd szybko upadł, a w 1980 roku ponownie doszło do walk wewnętrznych. Starły się między sobą siły popierane z jednej strony przez Libię, z drugiej przez Francję. Dzięki interwencji wojsk libijskich wygrały je ugrupowania sprzyjające temu państwu. W 1981 roku ogłoszono plan zjednoczenia obu państw. Projekt spotkał się z ostrą krytyką Francji, państw sąsiadujących z Czadem oraz licznych ugrupowań wewnątrz kraju. W rezultacie wojska libijskie zostały zmuszone do opuszczenia Czadu. W 1982 roku rebelianci dowodzeni przez Hissené Habré (wspierani przez Francję oraz Stany Zjednoczone) zdobyli stolicę kraju i zmusili urzędującego prezydenta, sojusznika Libii, Goukouniego Oueddeia, do ucieczki. Po objęciu władzy Habré prowadził walkę z okupującymi Strefę Aouzou Libijczykami.
W 1987 roku armia czadyjska dzięki pomocy francuskiej zdołała zmusić Libijczyków do opuszczenia Strefy Aouzou (wojna toyot). Rządy Habré charakteryzowały się masowym stosowaniem tortur i egzekucji, w których zginęło ponad 40 tysięcy osób. Masowy terror i dyktatorskie rządy sprowokowały kolejny zamach stanu, który miał miejsce w 1990 roku.
W następstwie puczu władzę objął Idriss Déby i Tymczasowa Rada Państwa. W 1991 roku wojsko powołało rząd (Déby objął urząd zarówno premiera i prezydenta) oraz Radę Republiki (która zastąpiła Radę Państwa). Déby zezwolił na działalność opozycji, a jego pojednawcza polityka przyczyniła się do stopniowego wygaszanie ognisk wojny domowej (choć dalej trwają zamieszki na tle politycznym i etnicznym). W kolejnych latach kontynuował wprowadzanie demokratycznej formy sprawowania władzy. W 1992 roku Habré przeprowadził nieskuteczną próbę przejęcia władzy, zdobywając na krótki okres znaczne obszary na południu. Déby przedłużył swoje rządy w następstwie wyborów prezydenckich z lat 1996, 2001, 2006 i 2011.
W kwietniu 2005 roku Czad zerwał relacje dyplomatyczne z Sudanem. Doszło do tego po oskarżeniu Sudańczyków o wsparcie antyrządowych rebeliantów. W 2008 roku wspierani przez Sudan rebelianci podjęli nieudaną próbę zdobycia stolicy. Konflikt wygasł w 2010.

## Ustrój polityczny
Zgodnie z artykułem 4 przyjętej w marcu 1996 roku konstytucji Czad jest republiką wielopartyjną, w której wszystkie istniejące partie polityczne mogą ubiegać się o głosy wyborców. Główną rolę w kraju odgrywa jednak Patriotyczny Ruch Ocalenia – partia z której wywodził się Idriss Déby, prezydent kraju w latach 1990–2021. Konstytucja z 1996 roku przewidywała utworzenie dwuizbowego parlamentu. W 2004 roku Izba wyższa (Senat) została zniesiona jako „niepotrzebna”. Po przyjęciu nowej konstytucji Déby został dwukrotnie wybrany w powszechnych wyborach w 1996 i 2001, aczkolwiek obserwatorzy międzynarodowi zwracali uwagi na nieregularności procesu wyborczego. Konstytucja z 1996 roku zawierała zapis, mówiący o tym, iż prezydent Czadu może sprawować tylko dwie pięcioletnie kadencje (nie licząc okresu sprzed przyjęcia konstytucji), jednak w czerwcu 2005 roku przeprowadzone zostało referendum, w którym zapis ten został odrzucony. Pozwoliło to Déby’emu wziąć udział w kolejnych wyborach prezydenckich (w 2006 roku oraz w 2011 roku) oraz wygrać je.
Prezydent Czadu wyznacza premiera i radę stanu. Ma też duży wpływ na obsadzenie urzędów sędziowskich, generałów, szefów prowincji i państwowych przedsiębiorstw.
Władza ustawodawcza należy do jednoizbowego Zgromadzenia Narodowego, liczącego 155 członków. Władza sądownicza obejmuje Sąd Najwyższy, Sąd Apelacyjny, sądy karne i cywilne.

### Polityka wewnętrzna
Sytuację polityczną Czadu charakteryzuje duża niestabilność. Instytucje państwowe, takie jak administracja, edukacja i służba zdrowia są bardzo słabo rozwinięte. Problemem znacznym i praktycznie nierozwiązywalnym bez pomocy zagranicznej są obozy dla uchodźców, organizowane od 2003 roku we wschodniej części kraju, wzdłuż granicy czadyjsko-sudańskiej. Istotną przeszkodą w rozwoju państwa i jego instytucji jest ogromna korupcja: pod względem wskaźnika percepcji korupcji, sporządzanego przez Transparency International, w 2016 Czad zajmował 159. miejsce (na 176 uwzględnionych w badaniu). Wskaźnik demokracji od wielu lat charakteryzuje Czad jako drugie najbardziej niedemokratyczne państwo świata, po Korei Północnej.
Charakterystyczną cechą sytuacji wewnętrznej kraju są również silne animozje między północą kraju, która zamieszkiwana jest przez wyznające islam ludy arabsko-berberyjskie a południem, gdzie dominuje czarnoskóra ludność, wyznająca chrześcijaństwo oraz religie animistyczne.
Obecnie polityka Mahamata Idrissa Déby'ego sprzyja protestom wewnątrz kraju, którym rządzi junta wojskowa.

### Polityka zagraniczna

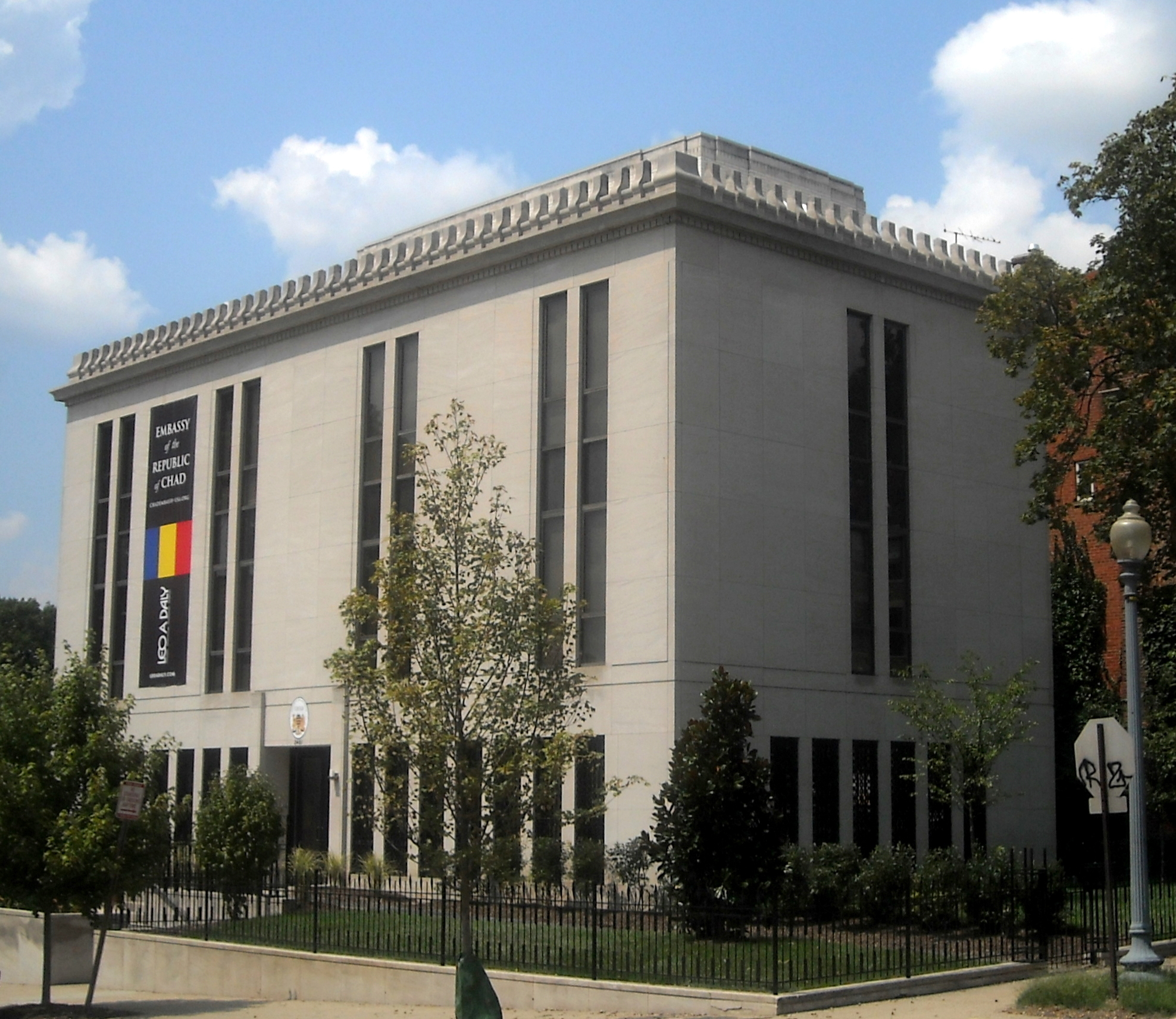
Ambasada Czadu w Waszyngtonie

Czad posiada placówki dyplomatyczne zaledwie w kilkunastu krajach na świecie. Są to przede wszystkim kraje afrykańskie oraz USA, Rosja, Niemcy, Belgia, Hiszpania, Francja, Chiny, Irak, Arabia Saudyjska oraz kilka innych. W Ndżamenie swe misje dyplomatyczne ma również tylko kilka krajów, głównie sąsiednich: Kamerun, Republika Środkowoafrykańska, Demokratyczna Republika Konga, Libia, Nigeria, Sudan oraz – spośród pozostałych państw afrykańskich – Algieria i Egipt. Oprócz nich działają tu ambasady Francji, USA, Niemiec, Rosji, Chin, Arabii Saudyjskiej, swą siedzibę ma również nuncjusz apostolski. Czad jest członkiem ONZ, Unii Afrykańskiej, Organizacji Współpracy Islamskiej. Władze utrzymują tradycyjnie dobre stosunki z Francją, która często służy wsparciem i pomocą wojskową podczas zamieszek i niepokojów wewnętrznych.
Stosunki z państwami sąsiednimi nie należą do łatwych, z różnych przyczyn. Na kontakty z Libią cieniem rzuca się wieloletni konflikt o strefę Aouzou. Podczas zamieszek i walk wewnętrznych ze stołecznej Ndżameny do Kamerunu ucieka wielu Czadyjczyków, komplikując sytuację narodowościową w przygranicznych regionach tego kraju. Niełatwe są również stosunki czadyjsko-sudańskie, a to ze względu na sytuację w Darfurze i dużą liczbę uchodźców, znajdujących się w obozach na terytorium Czadu.
Czad utrzymuje ożywione stosunki dyplomatyczne i gospodarcze ze Stanami Zjednoczonymi. W październiku 2003 za sprawą koncernu ExxonMobil i przy wsparciu Banku Światowego ruszyło wydobycie ropy naftowej w okolicy miasta Doba na południu Czadu. Wybudowany został wówczas liczący ponad 1050 km długości rurociąg, służący do transportu ropy z miejsc wydobycia na atlantyckie wybrzeże Kamerunu. Inwestycja ta jest postrzegana jako ważny z geopolitycznego punktu widzenia krok USA, często jednak krytykowany ze względu na kwestie praw człowieka (pieniądze z wydobycia nie służą poprawienia sytuacji ludności Czadu, lecz utrzymaniu rządzącej elity u władzy) oraz ekologię. Ponadto od 2006 r. intensywnie rozwijają się kontakty czadyjsko-chińskie, przede wszystkim ze względu na zainteresowanie Chin wydobyciem czadyjskiej ropy.
Czad jest największym uczestnikiem grupy G5 Sahel, dzięki temu przez długi czas zacieśniał więzi z Francją. Jego wojska regularnie sprawdzały się w wielonarodowych misjach, np. MINUSMA. Czad ma także podpisane porozumienie o współpracy wojskowo-technicznej z Rosją.

## Podział administracyjny
W 2008 roku Czad został podzielony na 22 regiony, w tym region stołeczny Ndżamena posiadający specjalny status administracyjny, w 2012 roku region Ennedi został podzielony na dwa regiony: Ennedi Wschodnie i Ennedi Zachodnie.
Wcześniej kraj przechodził kilka reform podziału administracyjnego. Od uzyskania niepodległości w 1960 roku do 1999 roku Czad podzielony był na 14 prefektur. Zostały one zastąpione w 1999 roku przez 28 departamentów, które zreorganizowano w 2002 roku, tworząc 18 regionów. Reforma podziału administracyjnego w 2008 roku zwiększyła liczbę regionów do 22, a w 2012 roku region Ennedi został podzielony na dwa regiony: Ennedi Wschodnie i Ennedi Zachodnie.

## Społeczeństwo

### Grupy etniczne
Społeczeństwo Czadu jest silnie zróżnicowane pod względem etnicznym i kulturowym. Na terenie Czadu używane jest ponad 100 różnych języków i dialektów. Czad zamieszkuje ponad 100 grup etnicznych, z których najważniejsze to: Sara (Ngambaye/Sara/Madjingaye/Mbaye) – 29,9%, Kanembu/Bornu/Buduma – 9,7%, Arabowie – 9,6%, Wadai/Maba/Masalit/Mimi – 7,5%, Gorane – 5,8%, Masa/Musseye/Musgum – 4,9%, Marba/Lele/Mesme – 3,7%, Bulala/Medogo/Kuka – 3,6%, i inni.

### Religia
Czadyjczycy są społeczeństwem zróżnicowanym religijnie. Według Pew Research Center na 2010 rok struktura religijna Czadu wyglądała następująco: islam – 55,3%, katolicyzm – 22,5%, protestantyzm – 17,6%, brak religii – 2,5%, tradycyjne religie plemienne – 1,4%, inne religie – 0,7%, Świadkowie Jehowy – 0,01%. Według szacunków Spisu Powszechnego z 2015 roku: 52,1% ludności Czadu to muzułmanie, 23,9% – protestanci, 20% – katolicy, 0,2% – inni chrześcijanie, 0,3% – wyznawcy religii animistycznych. W północnej i wschodniej części kraju dominuje islam, natomiast w południowej – chrześcijaństwo i animizm.
Żadna z głównych tradycji religijnych Czadu nie jest jednolita. Bardzo zróżnicowane są tradycyjne religie animistyczne, w których główną rolę odgrywa kult przodków. Większość wyznawców islamu należy do umiarkowanych, mistycznych odłamów tej religii (określanych mianem tidżanijja), zawierających wiele lokalnych, afrykańskich elementów. Niewielka część muzułmanów popiera bardziej radykalne kierunki, takie jak salafizm czy kojarzony z saudyjskimi wpływami wahhabizm. Największą grupę chrześcijan czadyjskich tworzą katolicy. Protestanci natomiast reprezentują zróżnicowane grupy ewangelikalne. W Czadzie działają również wyznawcy bahaizmu oraz niewielka wspólnota świadków Jehowy.
Czad jest miejscem działalności misjonarskiej wielu ugrupowań religijnych, tak chrześcijańskich, jak muzułmańskich. Saudyjczycy finansują na przykład rozmaite projekty edukacyjne (takie jak np. Uniwersytet Króla Fajsala) i społeczne, wspierają także budowę meczetów.
Konstytucja kraju definiuje Czad jako państwo świeckie, w którym gwarantowana jest wolność wyznania.
Żadna ze wspólnot wyznaniowych nie ma gwarantowanych prawem specjalnych przywilejów. Współistnienie w kraju różnorakich wspólnot religijnych przebiega na ogół bez większych problemów.

## Gospodarka

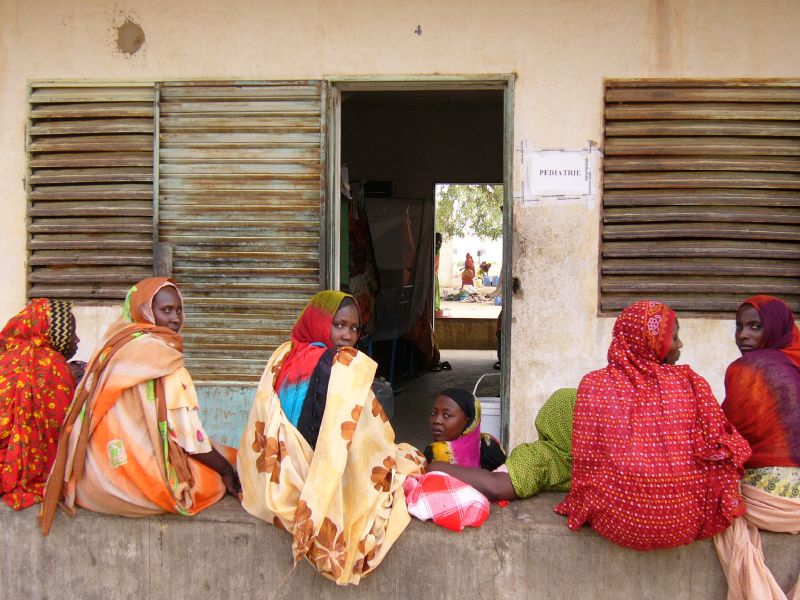
Czadyjska porodówka. Choć stan infrastruktury w kraju w ostatnich latach nieco się polepszył, wciąż pozostawia wiele do życzenia

Według ONZ Czad znajduje się w grupie jednych z najsłabiej rozwiniętych państw świata (ang. Least Developed Countries, LDC). Potwierdza to wskaźnik rozwoju społecznego. Trudności gospodarcze są spotęgowane położeniem kraju w głębi kontynentu afrykańskiego, w oddaleniu od głównych linii transportowych, wysoką korupcją i powtarzającymi się suszami. Sporym utrudnieniem w rozwoju gospodarczym Czadu jest brak dostępu do morza, co – wobec braku linii kolejowych oraz bardzo wątłej sieci dróg utwardzonych – utrudnia eksport i import produktów.
Dzięki względnemu ustabilizowaniu w ostatnich latach sytuacji wewnętrznej oraz odkryciu bogatych złóż ropy naftowej na południu kraju, łatwiejsze stało się zaangażowanie obcego kapitału w inwestycje infrastrukturalne. W eksploatację usytuowanych w okolicach miasta Doba złóż ropy zaangażowały się kompanie ExxonMobil, ChevronTexaco i Petronas. W 2005 r. ukończony został rurociąg transportujący ropę od miasta Doba do portu Kribi w Kamerunie. Według podpisanego z Bankiem Światowym memorandum, 70% dochodów ze sprzedaży ropy ma być przeznaczone na projekty infrastrukturalne i fundusz stabilizacyjny, jednak większość pieniędzy przeznaczona została przez władze czadyjskie na inne cele, głównie militarne.
Nominalny produkt krajowy brutto Czadu za rok 2017 wyniósł według wyliczeń Międzynarodowego Funduszu Walutowego 9,636 mld dolarów.

### Rolnictwo
Gospodarka Czadu opiera się w znacznej mierze na rolnictwie, w którym pracuje około 3/4 ludności czynnej zawodowo. Produkcja rolnicza obejmuje bawełnę, sorgo, proso, orzeszki ziemne, tytoń, ryż, maniok, gumę arabską. Istotną rolę w gospodarce odgrywa także hodowla bydła, owiec, kóz i wielbłądów. Rolnictwo przynosiło w 2016 roku ok. 57,8% dochodu państwa, pozostałą część zapewniają usługi (28,3%) oraz przemysł (13,9%).
W głównej mierze, w Czadzie znajduje się około 3,80% gruntów ornych, zaś gleby mniej żyzne zajmują około 96%. Nawadnia się około 302 km².

### Przemysł i górnictwo
Przemysł Czadu jest słabo rozwinięty. Produkcja przemysłowa obejmuje ropę naftową, wyroby bawełniane, piwo, mydło, papierosy, materiały budowlane, natron i mięso.
Nieeksploatowane są występujące tu złoża rud wolframu, cynku i ołowiu, podobnie jak rudy uranu w spornej strefie Aouzou.

### Handel
Głównymi partnerami handlowymi Czadu są Stany Zjednoczone (odbiorca 57% czadyjskiego eksportu), Indie (8,9%), Chiny (6,7%), Francja (6,4%), Zjednoczone Emiraty Arabskie (4,3%) i Japonia (4,1%) (stan na 2016 rok). Eksport obejmuje przede wszystkim ropę naftową, bydło, bawełnę, sezam, gumę arabską i masło shea. Importuje się głównie maszyny i urządzenia, sprzęt transportowy, produkty przemysłowe, żywność i tekstylia przede wszystkim z Francji (19,8% importu), Chin (15,7%), Kamerunu (15,1%), Indii (6,1%), Stanów Zjednoczonych (5,4%) i Belgii (4,4%) (stan na 2016 rok).
Rezerwy walutowe i rezerwy złota Czadu pod koniec 2016 roku szacowane były na 20,92 miliona dolarów (dla porównania: polskie rezerwy szacowane są na 114,4 mld dolarów). Dług zewnętrzny w porównaniu z produktem krajowym brutto jest względnie niewielki, w 2016 szacowany był na 1,281 mld dolarów (polski dług szacowany był pod koniec 2016 roku na 347,8 mld dolarów).

### Transport

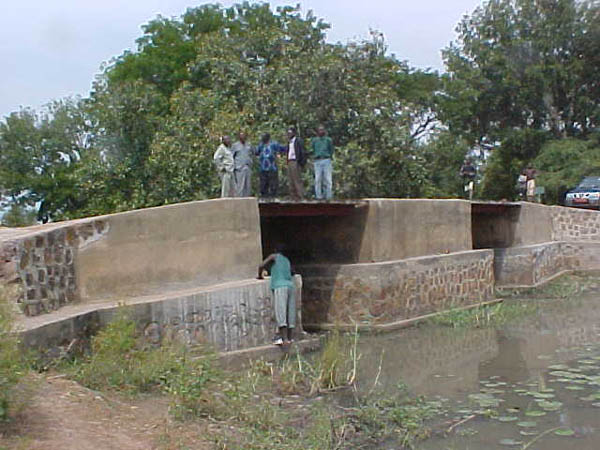
Most na rzece Bragoto

Czad ma bardzo słabo rozwiniętą, nawet na warunki afrykańskie, infrastrukturę transportową. Ze względu na ciągłe niepokoje wewnętrzne oraz brak zasobów finansowych rozwój sieci transportowej następował w przeszłości bardzo wolno. W 1987 roku istniało tu tylko 30 km utwardzonych dróg. Dzięki projektom realizowanym m.in. przy wsparciu Unii Europejskiej stan dróg stopniowo się poprawia. Na przykład w 2000 roku długość utwardzonych dróg wynosiła 352 km, lecz w 2009 roku wzrosła już do 1310 km, a planowano, iż do końca 2010 r. do użytku zostanie oddane kolejne 250 km. Ze względu jednak na rozległość kraju oraz jego usytuowanie w głębi kontynentu stan ten trudno uznać za zadowalający, tym bardziej że wiele dróg nieutwardzonych dostępnych jest do użytku tylko przez kilka miesięcy w roku. W południowej części kraju część nieutwardzonych dróg, ze względu na opady, niedostępna jest podczas wilgotnej pory roku, natomiast na północy drogami są trakty wiodące przez pustynie i tereny półpustynne i ze względu na okresowe burze piaskowe bywają one czasowo nieprzejezdne. Do dzisiaj znaczną rolę odgrywają w transporcie zwierzęta juczne: konie, osły i wielbłądy.
Do najważniejszych inwestycji, których celem jest poprawienie sieci transportowej w Afryce, należy stopniowo realizowana we współpracy międzynarodowej sieć autostrad, której celem jest stworzenie drogowych szlaków transportowych, łączących krańce kontynentu afrykańskiego. Ważne miejsce w tych planach zajmuje stolica Czadu, Ndżamena, jako miejsce przecięcia się najważniejszych szlaków na trasach północ-południe (tzw. transafrykańska autostrada nr 3, wiodąca z libijskiego Trypolisu do Kapsztadu w RPA) oraz wschód-zachód (transafrykańska autostrada nr 5: Dakar-Ndżamena, oraz transafrykańska autostrada nr 6: Ndżamena-Dżibuti). Trasy te są w różnym stadium zaawansowania. Odcinki wiodące przez terytorium Czadu (dotyczy to głównie autostrad nr 3 i 6) wciąż pozostają w sferze planów, co utrudnia poruszanie się po tym kraju, jak również przejazd tranzytem przez Czad.
Czad nie posiada własnych kolei, dlatego też jest uzależniony od sieci kolejowej sąsiedniego Kamerunu. Znaczna część czadyjskiego eksportu przechodzi przez kameruński port morski w Duali, dokąd towary dostarczane są z Czadu kameruńskimi pociągami.
Wobec niskiego poziomu rozwoju sieci drogowej, w Czadzie większe znaczenie ma komunikacja lotnicza. Niemal każde większe miasto posiada własne lotnisko, z którego utrzymywane są połączenia regionalne oraz ze stolicą. Największym portem lotniczym Czadu jest lotnisko w Ndżamenie, obsługujące połączenia zarówno krajowe (Abéché), zagraniczne (Duala, Trypolis, Brazzaville, Jaunde, Addis Abeba, Johannesburg, Chartum, Lomé, Kotonu), jak też międzykontynentalne (Paryż).

## Kultura
Czad jest krajem wielonarodowym, wielokulturowym i wielojęzycznym i dzięki tej różnorodności posiada bardzo bogate tradycje kulturowe. Ze względu na brak funduszy działania instytucjonalne, które pozwoliłyby na afirmację i promowanie rodzimej kultury, są niewystarczające. Wśród podejmowanych przez władze prób dbania o rodzime tradycje kulturalne wymienić można m.in. otwarte w 1962 r. w Ndżamenie Czadyjskie Muzeum Narodowe, czy Centrum Kultury Czadu, otwarte w mieście Mao.

### Święta
W Czadzie obchodzi się sześć świąt państwowych w ciągu roku. Święta ruchome obejmują chrześcijańską Wielkanoc oraz muzułmańskie święta Id al-Fitr, Id al-Adha oraz Urodziny Proroka.